# Tyhee Lake Provincial Park
Der Tyhee Lake Provincial Park ist ein nur rund 39 Hektar (ha) großer Provincial Park im nördlichen Zentrum der Interior der kanadischen Provinz British Columbia. Der Park gehört zur Gruppe der eher kleineren der Provincial Parks in British Columbia. Mit dem Babine Mountains Provincial Park liegt nordwestlich einer der großen der Provincial Parks.

## Anlage
Der Park liegt am Westufer des namensgebenden Tyhee Lake im Regional District of Bulkley-Nechako, am Übergang der Hazleton Mountains, welche im Westen liegen und zur Kitimat Ranges gehören, zu den Skeena Mountains, als Teil der Interior Mountains im Osten. Der Park liegt nur wenige Kilometer nordöstlich von Telkwa, unweit des Highway 16.

## Geschichte
Der Park wurde am 11. April 1955 damals noch unter dem Namen „Maclure Lake Provincial Park“, eingerichtet. 1974 wurde dann der Parkname auf den heutigen geändert und 2010 wurden die Parkgrenzen neu festgelegt.
Wie bei allen Provinzparks in British Columbia gilt auch für diesen, dass er lange bevor die Gegend von europäischen Einwanderern besiedelt oder sie Teil eines Parks wurde Jagd- und Siedlungsgebiet verschiedener Stämme der First Nations, hier der verschiedener Gruppen der Dakelh, war. Archäologische Funde wurden im Park bisher jedoch nicht dokumentiert.

## Flora und Fauna
In British Columbia wird das Ökosystem mit dem Biogeoclimatic Ecological Classification (BEC) Zoning System in verschiedene biogeoklimatische Zonen eingeteilt. Biogeoklimatische Zonen zeichnen sich durch ein grundsätzlich identisches oder sehr ähnliches Klima sowie gleiche oder sehr ähnliche biologische und geologische Voraussetzungen aus. Daraus resultiert in den jeweiligen Zonen dann auch ein sehr ähnlicher Bestand an Pflanzen und Tieren. Innerhalb des Ökosystems von British Columbia wird das Parkgebiet der Sub-Boreal Spruce Zone (SBSdk) zugeordnet.

## Benachbarte Parks
In der Nähe dieses Park befinden sich noch weitere Provinzparks und andere Schutzgebiete, zum Beispiel verschiedene Ecological Reserve. Etwas weiter nördlich des Parks liegen erst die beiden kleineren Provinzparks Call Lake und Driftwood Canyon bevor dann deutlich weiter im Norden der relativ große Babine Mountains Provinzial Park liegt. Südwestlich liegt in einiger Entfernung der relativ große Burnie-shea Provincial Park während im Südosten der nicht sehr große Old Man Lake Provincial Park liegt.

## Tourismus
Der Park verfügt über touristische Infrastruktur in Form eines Campingplatzes mit 59 Stellplätzen für Zelte und Wohnmobile. Touristische Attraktion des Parks ist der See.